# Jürgen von Beckerath
Jürgen von Beckerath (Hannover, 19 febbraio 1920 – 26 giugno 2016) è stato un egittologo tedesco.
È stato autore di numerosi libri ed articoli su riviste specializzate. Insieme a Kenneth Kitchen, è visto come uno dei massimi studiosi del Nuovo Regno e del Terzo Periodo Intermedio dell'antico Egitto.

## Opere
- Handbuch der Ägyptischen Königsnamen, Verlag Philipp von Zabern, Magonza, 1999
- Chronologie des Pharaonischen Ägypten, Verlag Philipp von Zabern, Magonza, 1997